# Новоархангелка
Новоархангелка — село в Любинском районе Омской области. Административный центр Новоархангельского сельского поселения.

## История
Основано в 1890 г. В 1928 г. село Ново-Архангельское состояло из 239 хозяйств, основное население — русские. Центр Ново-Архангельского сельсовета Любинского района Омского округа Сибирского края.

## Население
| 2010 |
| ---- |
| 1061 |